# Pınarlar (Pertek)
Pınarlar (tr. Quellen) ist ein Dorf (Köy) im Landkreis Pertek der türkischen Provinz Tunceli. Im Jahr 2011 lebten in Pınarlar 367 Menschen.
Anfang des 20. Jahrhunderts war die Ortschaft eine armenische Siedlung. Der ursprüngliche Name lautete Paşavenk. Dieser Name ist armenischer Herkunft.